# Бек (Німеччина)
Бек (нім. Bäk) — громада в Німеччині, розташована в землі Шлезвіг-Гольштейн. Входить до складу району Герцогство Лауенбург. Складова частина об'єднання громад Лауенбургіше-Зен.
Площа — 4,3 км2. Населення становить 889 ос. (станом на 31 грудня 2020).

## Галерея

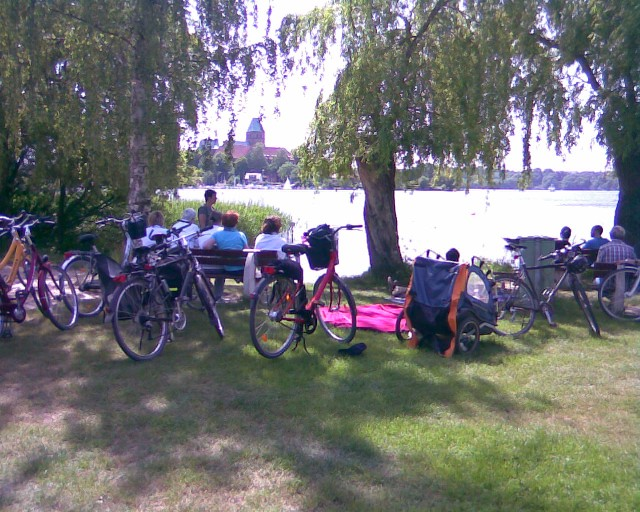